# Sveti Tarzicije
Sveti Tarzicije (Rim, 245. – Rim, 15. kolovoza 257.), rimski dječak, mučenik i svetac, zaštitnik ministranata. Spomendan mu se slavi 15. kolovoza.

O njegovu životu zna se vrlo malo. Jedini važniji izvor je zapis pape Damaza I., koji je nad njegov grob dao staviti natpis: 

## Životopis
Rođen je u Rimu oko 245. godine. Rano je ostao bez roditelja pa je stanovao kod bogatog ujaka, koji je tada još uvijek bio poganin. Kod Tarzicija je bilo drugačije te je on svoje kršćanstvo shvatio vrlo ozbiljno. Noću je kriomice odlazio na svete mise. Radi te hrabrosti, dječaku je povjerena služba stražara na vratima crkve.
Jednog dana je Tarziciju bila povjerena zadaća odnijeti Presveto koje je on zatvorenicima trebao dati za pričest. Jedan od sluga iz kuće njegovog ujaka već je dugo promatrao Tarzicijevo kretanje. Tada je nagovorio njegove vršnjake i prijatelje da ga prate. Kada su ga sustigli u ulicu "Via Appia" zatražili da se igra s njima. Na prsima prekrižene ruke Tarzicije je još jače stisnuo, štiteći Presveto, i krenuo dalje. Dalje su mu zapriječili put te udarali i kamenovali ga. No, držeći Presveto čvrsto do same smrti, ostalo je netaknuto. Bilo je to najvjerojatnije 15. kolovoza 257., za vrijeme cara Valerija. 

## Štovanje
Kršćani su ga pokopali u Kalistovim katakombama u Rimu. Papa Pavao I. dao je Tarzicijeve relikvije prenijeti u baziliku sv. Silvestra in Capite. Sveti Tarzicije bio je prvi ministrant Katoličke Crkve i zato je zaštitnik ministranata, mladih i čuvara Presvetog Sakramenta.